# Csángó Rádió
Csángó Rádió (románul: Radio Ciucani), az első nonstop internetes moldvai csángó rádió.

## Indulása
A rádiót a moldvai Csíkfaluban élő Lőrinc Cselesztin, mozgássérült fiatalember hozta létre 2009 novemberében azzal a céllal, hogy bemutassa és népszerűsítse a moldvai csángó-magyar kultúrát, és segítsen identitásuk megőrzésében a  Moldvából elszármazott csángóknak.
Az állomás kezdetben csak zenét sugárzott, később kezdetét vették szöveges műsorok is. Az adások többségét két nyelven, magyarul és románul lehet hallgatni. Tizenöt óra népzenei műsor mellett, magyar és nemzetközi könnyűzenei műsorok, slágerlisták is hallhatóak.
A rádió állandó munkatársa a Budapesten élő magyarfalusi csángó Bogdán Tibor.
Az adás jelenleg interneten érhető el, de a tervek szerint később a moldvai lakosság számára rádió frekvencián is elérhetővé válik.

## Műsorok
- Csángó népzene Moldvából és más tájakról
- Zene, fiataloknak
- Zene, interjúk, beszélgetések
- Gyerekműsor
- ’’Party Mix’’ - zene, fiataloknak
- Kaleidoszkóp
- Top 10

## Elismerése
A Falvak Kultúrájáért Alapítvány 2014-ben Lőrinc Cselesztinnek, a Csángó Rádió tulajdonos főszerkesztőjének, 40. születésnapja alkalmából, a Magyar Kultúra Lovagja kitüntetést adományozta a „magyar kultúra külföldi ápolásáért”.